# George H.W. Bush
George Herbert Walker Bush (født 12. juni 1924 i Milton i Massachusetts, død 30. november 2018 i Houston i Texas) var en amerikansk forretningsmand og republikansk politiker, som var USA's præsident 1989–1993. Før han tiltrådte præsidentembedet, var han vicepræsident under præsident Ronald Reagan 1981–1989.
Ved angrebet på Pearl Harbor den 7. december 1941 var Bush 17 år. Han udsatte college-studierne, blev som 18-årig den til da yngste marineflyver i USA's historie og gjorde tjeneste frem til krigens afslutning. Efter studier ved Yale University flyttede han i 1948 til det vestlige Texas, hvor han gik ind i oliebranchen og blev dollarmillionær i en alder af 40 år.
Bush blev engageret i politik efter, at han grundlagde sit eget olieselskab. 1967–1971 var han medlem af Repræsentanternes hus i den amerikanske Kongres. I 1980 stillede han op som præsidentkandidat i republikanernes primærvalg og blev, efter at have indstillet sin kampagne, valgt som Ronald Reagans vicepræsidentkandidat. De to vandt det efterfølgende præsidentvalg, og som vicepræsident ledede Bush blandt andet arbejdet med deregulering af økonomien og med bekæmpelse af narkotikasmugling.
I 1988 fremsatte han sit kandidatur som efterfølger til Reagan i præsidentembedet og slog den demokratiske udfordrer Michael Dukakis i det efterfølgende præsidentvalg. Udenrigspolitik blev drivkraften i hans præsidentperiode; militæroperationer i Panama i 1989 og Den Persiske Bugt i 1991 bidrog til at forøge præsidentens opbakning på et tidspunkt, da verden var under stærk forandring: Berlinmuren faldt i 1989, og Sovjetunionen blev opløst to år senere. Indenrigspolitisk fraveg Bush et valgløfte fra 1988 og hævede skatterne i strid med Kongressens ønske. Som en følge af økonomiske nedgangstider tabte han præsidentvalget i 1992 til den demokratiske kandidat Bill Clinton.
Bush var far til George W. Bush, USA's præsident 2001–2009, og Jeb Bush, tidligere guvernør i delstaten Florida. Af alle amerikanske præsidenter er det kun George H.W. Bush og John Adams, som har haft en søn i samme embede.

## Tidlige år
George Herbert Walker Bush blev født i 173 Adams Street i Milton i Massachusetts den 12. juni 1924, som søn af senator Prescott Bush og Dorothy Walker Bush. Lige efter at han blev født, flyttede familien fra Milton til Greenwich i Connecticut. Efter gennemført grundskole (engelsk: primary eduction) begyndte han på den prestigefyldte, private kostskole Phillips Academy i Andover, Massachusetts. Her havde han flere tillidshverv, før han dimitterede i 1942.

### 2. verdenskrig
Efter det japanske angreb på Pearl Harbor i december 1941 bestemte Bush sig til at gå ind i den amerikanske marine. Det gjorde han på sin 18-års fødselsdag. Han blev pilot i marinen, og efter at have fuldført det ti måneder lange forberedelseskursus blev han udnævnt som kadet i marinens reserveafdeling i Corpus Christi, Texas den 9. juni 1943, blot tre dage før sin 19-års fødselsdag, hvilket gjorde ham til USA's til da yngste marinepilot gennem tiderne.
I september 1943 blev han udstationeret som fotograferende officer ved torpedoeskadrillen VT-51. Det følgende år var eskadrillen stationeret på USS "San Jacinto" (CVL-30), som medlem af Luftgruppe 51. Styrken gik i løbet af denne periode sejrende ud af et af de største luftslag i 2. verdenskrig: slaget om Filippinerhavet.
Bush blev forfremmet til fenrik den 1. august 1944. På samme tid begyndte USS "San Jacinto" med operationer mod japanerne ved Bonin-øerne (Ogasawara Gunto) i Stillehavet. Bush fløj et af fire Grumman TBM Avenger-fly, som angreb japanske installationer på ChiChi Jima-øen den 2. september 1944. Under angrebet mødte Avenger-gruppen kraftig antiluftskyts. Flyet fløjet af Bush blev ramt af splinter, og flymotoren blev antændt.
Til trods for at flyet brændte, fuldførte Bush angrebet og ramte målet med flere bomber. Med motoren i brand fløj han så flere mil fra øen, hvorpå han og et andet besætningsmedlem slap ud af flyet, men den anden mands faldskærm åbnede sig ikke. Besætningen på de tre andre fly, som blev skudt ned, blev ofre for kannibalisme fra japanernes side.
Bush ventede i fire timer i en gummibåd, mens flere kampfly cirklede beskyttende over ham, til han blev reddet af redningsubåden USS "Finback". Den næste måned forblev han ombord på "Finback" og deltog i redningsaktioner for andre piloter.
Bush gik atter ombord på "San Jacinto" i november 1944 og deltog i operationer på Filippinerne helt til hans eskadrille blev erstattet og sendt hjem til USA. I løbet af 1944 fløj Bush 58 togter. Han modtog Distinguished Flying Cross og tre Air Medals, foruden at Presidental Unit Citation blev tildelt "San Jacinto".
På grund af sin erfaring som kampflyver blev Bush stationeret ved marinebasen i Norfolk, Virginia hvor han blev placeret i en træningsafdeling for nye torpedopiloter. Han blev senere beordret til en ny torpedoseskadrille, VT-153. Efter, at krigen blev afsluttet med Japans kapitulation i august 1945, blev Bush dimitteret i september.

### Ægteskab og universitetsuddannelse
George Bush giftede sig med Barbara Pierce den 6. januar 1945, få uger efter at han kom tilbage fra krigen. Parret fik seks børn: George Walker Bush (født 1946), Pauline Robinson Bush ("Robin", 1949–1953, døde af leukæmi), John Ellis "Jeb" Bush (født 1953), Neil Mallon Bush (født 1955), Marvin Bush (født 1956), og Dorothy Bush Koch (født 1959).
Bush blev optaget ved Yale universitet før han lod sig hverve i militæret, men valgte i 1942 militærtjeneste frem for universitetsuddannelsen.
Efter dimitteringen genoptog han studierne. På Yale blev han optaget på et studieprogram som lod studenterne fuldføre studierne på to og et halvt år i stedet for de normale fire. Han var medlem af Delta Kappa Epsilon-broderskabet og blev valgt til dets præsident. Han var også kaptajn på Yales baseball-hold og spillede som venstrehåndet første base i de to første College World Series.
Som holdets kaptajn mødte Bush den legendariske baseballspiller Babe Ruth før en kamp i afgangsåret. Senere i sit første år blev han, som sin fader Prescott Bush i 1917, anbefalet til medlemskab i det hemmelige Skull and Bones-broderskab. Han dimitterede med eksamen som medlem af Phi Beta Kappa-broderskabet fra Yale i 1948 med en bachelorgrad i samfundsøkonomi.

## Forretningskarriere
Efter at have aflagt afgangseksamen ved Yale flyttede Bush til det vestlige Texas. Faderens forretningsforbindelser viste sig at være nyttige, da han begyndte i oliebranchen, hvor han startede som salgsfuldmægtig ved Dresser Industries, et datterselskab af Brown Brothers Harriman, hvor faderen sad som bestyrelsesmedlem i 22 år.
Bush oprettede udviklingsselskabet Bush-Overby Oil i 1951, og i 1953 var han en af grundlæggerne af Zapata Petroleum Corporation, et olieselskab som udvandt olie i Permian-bassinet i Texas. Året efter, i 1954, blev han direktør for datterselskabet Zapata Offshore Company. Datterselskabet blev selvstændigt i 1958, og Bush flyttede selskabet fra Midland i Texas til Houston. Han fortsatte som præsident i selskabet frem til 1964, og senere som bestyrelsesformand til 1966, hvorefter han valgte at forfølge sine politiske ambitioner. På dette tidspunkt var han allerede blevet millionær.

## Tidlig politisk karriere

### I Kongressen 1966–70
I 1964 var Bush formand for Harris County-afdelingen af Det republikanske parti, og han forsøgte at blive indvalgt i Senatet. Han vandt den republikanske nomination, men tabte mod den demokratiske repræsentant Ralph Yarborough.
I 1966 blev han valgt ind i Repræsentanternes hus fra Texas' 7. distrikt, efter at have slået demokraten Frank Briscoe med 57 % af stemmerne. Bush var den første republikaner, som repræsenterede Houston. Hans stemmegivning var generelt konservativ. Bush støttede Civil Rights Act fra 1964, på trods af, at loven var upopulær i hans valgdistrikt.
Han støttede præsident Richard Nixons Vietnam-politik og bidrog til at få gennemført loven om "birth control" (prævention/abort). På trods af, at han var i sin første periode som kongresmand, blev han udnævnt som medlem af den vigtige Ways and Means-komite (finanskomiteen) i Repræsentanternes hus, hvor han stemte for at afskaffe den militære værnepligt. Han blev genvalgt til en ny periode i 1968.
I 1970 overtalte præsident Nixon ham til at forlade Repræsentanternes hus og i stedet stille til valg i Senatet mod den demokratiske senator Ralph Yarborough, som var en stærk kritiker af Nixon. I det republikanske nominationsvalg slog Bush sin konservative modkandidat Robert Morris med en margin på 87,6 % mod 12,4 %. Imidlertid blev Yarborough slået i det demokratiske nominationsvalg af tidligere kongressmann Lloyd Bentsen, som var en mere moderat demokrat, og Bentsen slog Bush med 54 % mod 43 % af stemmerne.

### FN-ambassadør 1971–73
Som tak og kompensation for, at Bush havde ofret sin plads som kongresrepræsentant for at støtte præsident Nixon, blev Bush udnævnt til FN-ambassadør af Nixon. Selv om han mødte skepsis for sin manglende udenrigspolitiske erfaring, blev Bush enstemmigt godkendt af Senatet og beholdt stillingen i to år fra 1971 til 1973.

### Watergate
I 1973 blev Bush spurgt af Nixon om at blive formand for Republican National Committee (RNC). Bush accepterede tilbuddet og beholdt denne position mens både Nixons og Det republikanske partis popularitet faldt markant. Under Watergate-skandalen forsvarede han længe Nixon loyalt, men da Nixons situation blev håbløs, fokuserede Bush på at varetage partiets interesser, mens han fortsat opretholdt sin loyalitet over for Nixon. Som formand for RNC fremsatte Bush et formelt krav om, at Nixon til sidst måtte trække sig til bedste for partiet.
Præsident Nixon gik af den 9. august 1974. Denne dag skrev Bush i sin dagbog: "Der var en stemning af tristhed, som om nogen var død… [Afgangs]talen havde et typisk Nixon-præg – et spark eller to til pressen – utrolige belastninger. Man kunne ikke lade være med at se på familien og hele sagen og tænke på hvad han havde opnået og så tænke på skammen...[Fords indtrædelse gav os] virkelig et nyt pust, et nyt løft."

### Udsending til Kina 1974–75
Nixons efterfølger, Gerald Ford, udnævnte Bush til leder af det amerikanske Liaison Offices (en pseudoambassade) i Folkerepublikken Kina. Eftersom USA på dette tidspunkt opretholdt officielle forbindelser med Republikken Kina på Taiwan, og ikke Folkerepublikken Kina, havde kontoret ikke status som ambassade, og Bush havde ikke formelt stillingen som "ambassadør", selv om han i praksis optrådte som en. Han havde denne stilling i 14 måneder i årene 1974-1975.

### CIA-direktør 1976
I 1976 hentede præsident Ford Bush tilbage til Washington, D.C. for at blive CIA-direktør.
Bush sad som direktør for Central Intelligence Agency (CIA) i 355 dage fra 30. januar 1976 til 20. januar 1977. CIA var svækket af en række afsløringer og var under undersøgelse af Senatet. Bush fik ansvaret for at genoprette bureauets autoritet og tillid.
Som efterretningsdirektør gav Bush orienteringer om nationale sikkerhedsspørgsmål til Jimmy Carter, både i Carters tid som præsidentkandidat og som valgt præsident før tiltrædelsen. Bush sonderede også mulighederne for at forblive i direktørstillingen under Carter, men det kom der ikke noget ud af.

### Andre positioner
Efter, Bush fratrådte som direktør for CIA i 1977, blev han bestyrelsesformand for First International Bank i Houston. I 1978 var han, i et års tid, tilknyttet Rice Universitys handelsskole Jones School of Business som deltidslærer i bedriftsøkonomi. Bush sagde senere om sin tid der: "Jeg elsket den korte tid i akademia."

## Præsidentkandidat i 1980
Bush bestemte sig i anden halvdel af 1970-erne for at stille som præsidentkandidat ved valget i 1980. I løbet af 1979 deltog han i omkring 850 politiske møder og rejste mere end 402.000 km (250.000 miles) under sin kandidatkampagne. I sin kampagne lagde Bush vægt på sin brede erfaring fra offentlige stillinger. Hans modstandere i nominationskampen var Howard Baker, Bob Dole, John Anderson (som senere stillede op som uafhængig kandidat), Phil Crane, John Connally og Ronald Reagan.
I primærvalgene fokuserede Bush næsten udelukkende på partimøderne i Iowa, eftersom disse gennemføres først, mens Reagan førte en mere traditionel valgkamp. Bush repræsenterede centrumsfløjen i Det republikanske parti, mens Reagan på sin side repræsenterede den konservative fløj. Bush karakteriserede Reagans økonomiske planer om massive skattelettelser som "voodoo-økonomi".
Bushs strategi viste sig til en vis grad at være vellykket, i den forstand at han vandt i Iowa med 31,5 % mod Reagans 29,4 %. Efter tabet i Iowa udskiftede Reagan sin kampagneleder, omorganiserede sin stab og koncentrerede sig om primærvalget i New Hampshire. De to blev enige om en debat mellem sig, i regi af avisen Nashua Telegraph, men betalt af Reagans kampagne. Reagan inviterede også de fire andre kandidater, men Bush nægtede at debattere med dem, hvilket førte til, at de til sidst forlod debatlokalet.
Debatten viste sig at blive et vendepunkt i valgkampen. På et tidspunkt gav ordstyrer John Breene ordre om at slukke for Reagans mikrofon. Reagans ophidsede kommentar: "Jeg betaler for denne mikrofon, Mr. Greene" slog an hos publikum. Bush tabte nominationsvalget i New Hampshire, med 23 % mod Reagans 50 %. Han tabte også de fleste af de efterfølgende primærvalg og trak formelt sit kandidatur i maj samme år.
Uden nævneværdige politiske fremtidsudsigter solgte Bush huset, han ejede i Houston, og købte bedstefaderens landejendom i Kennebunkport i Maine, også kendt som "Walker's Point". På republikanernes landsmøde blev Bush imidlertid udnævnt af Reagan til vicepræsidentkandidat i 1980.

## Vicepræsident 1981–1989
Som vicepræsident holdt Bush som oftest en lav profil og erkendte de konstitutionelle begrænsninger som lå i embedet; han undgik at tage beslutninger eller at kritisere Reagan på nogen måde. Han og Barbara flyttede ind i vicepræsidentens residens Number One Observatory Circle.
Ægteparret Bush deltog i et stort antal offentlige og ceremonielle arrangementer, herunder mange statslige begravelser, hvilket blev en stående vits hos komikerne. Fru Bush fandt, at begravelserne stort set var nyttige og sagde: "George mødte mange daværende eller fremtidige statsoverhoveder under begravelserne, som han deltog i, hvilket gjorde ham i stand til at danne personlige relationer, som blev vigtige for præsident Reagan." Som formand i Senatet holdt Bush kontakten med medlemmerne af Kongressen og holdt præsidenten løbende orienteret om begivenhederne på Capitol Hill.
Den 30. marts 1981, kort tid efter at han var tiltrådt, blev Reagan udsat for et attentat og blev alvorlig såret af skud i Washington, D.C.. Bush, som i egenskab af vicepræsident var næstkommanderende i henhold til den forfatningsmæssige orden, befandt sig i Dallas og fløj tilbage til Washington med det samme. Reagans regering blev sammenkaldt i situationsrummet i Det Hvide Hus.
Da flyet med Bush landede, blev han anbefalet af sine medarbejdere at fortsætte i helikopter direkte til Det Hvide Hus, som et signal om at regeringen fortsat var operativ. Bush afslog forslaget og svarede: "Kun præsidenten lander på plænen foran Det hvide hus." Dette gjorde et positivt indtryk på præsident Reagan, som kom sig og vendte tilbage til arbejdet i løbet af to uger. Fra da af begyndte de to at spise frokost sammen regelmæssigt på torsdage i Det ovale kontor. Reagan beundrede Bushs loyalitet.
Som vicepræsident ledede Bush en speciel arbejdsgruppe, som arbejdede med deregulering; hundredvis af regler blev gennemgået, og anbefalinger blev gjort om hvilke som skulle ændres, og hvilke som skulle revideres for at holde størrelsen på den føderale regeringen nede. Reagan-regeringen introducerede ny politik i krigen mod narkotika, og Bush var her leder i en arbejdsgruppe angående narkotikasmugling. Begge disse sagsområder var populære blandt konservative, og Bush, som blev regnet som moderat, vandt højere anseelse på partiets konservative fløj.
Ronald Reagan stillede op til genvalg i 1984, og der var aldrig tale om at erstatte Bush som vicepræsident i Reagans anden periode. Den demokratiske modkandidat Walter Mondale skrev sig ind i historien ved at vælge en kvinde som vicepræsidentkandidat, New York-repræsentanten Geraldine Ferraro. Hun og Bush mødtes én eneste gang i en TV-debat. Som en kontrast til den Ivy League-uddannede Bush, repræsenterede Ferraro et arbejderdistrikt i Queens, New York. Dette, sammen med hendes popularitet blandt kvindelige journalister, gjorde, at Bush fremstod med et handikap. At Bush i denne debat tillagde Ferraro urigtige meninger i et spørgsmål om døde marinesoldater er omtalt som "en uheldig optræden" og «en stor feil». Reagan og Bush vandt imidlertid over Mondale og Ferraro med en jordskredssejr.
Reagan-regeringen blev ramt af en skandale i 1986, da det blev afsløret, at repræsentanter for regeringen i hemmelighed havde organiseret våbensalg til Iran og brugt indtægterne til at finansiere det antikommunistiske Contras i Nicaragua, hvilket var et åbenlyst brud på amerikansk lov. Da Iran-Contras-affæren, som den senere blev kendt som, lækkede ud i medierne, erklærede Bush i lighed med præsident Reagan, at han havde været "ude af spil" og følgelig ikke var bekendt med det, som foregik. Meningsmålinger viste, at mange stillede sig tvivlende til Bushs forklaring om, at han havde været en "uskyldig tilskuer", mens handelen foregik. Dette førte til en antagelse om, at han var en "wimp" (svag person). Hans raseri under et interview med Dan Rather fra CBS dæmpede dette indtrykk, midt i begyndelsen af hans kampagne for at blive valgt til præsident i 1988.

### Præsidentvalgkampen 1988
Tidlig i sin anden periode som vicepræsident planlagde Bush og hans medarbejdere, at han skulle stille op som præsidentkandidat i 1988, eftersom grundloven forbød Reagan at sidde en tredje periode. Mod slutningen af 1985 blev der nedsat en komité, og over to millioner dollar var blevet samlet ind til fordel for Bush.
Bush begyndte sin nominationsvalgkamp i oktober 1987. Udfordrerne til den republikanske nomination var senator Bob Dole fra Kansas, medlem af Repræsentanternes hus Jack Kemp fra New York, tidligere guvernør Pete DuPont fra Delaware og den konservative kristne tv-prædikant Pat Robertson.
Selv om han blev anset som førende kandidat i nominationsprocessen, kom Bush på en tredjeplads ved partimøderne i Iowa, efter Dole og Robertson. I lighed med Reagan i 1980 omorganiserede Bush sin stab og koncentrerede sig om primærvalget i New Hampshire.
Eftersom Dole førte i meningsmålingerne forud for primærvalget der, kørte Bush tv-reklamer som fremstillede Dole som en person, som ville øge skatterne, og Bush kom tilbage og vandt primærvalget. Bush havde sejren indenfor rækkevidde og vandt også mange primærvalg i Sydstaterne. Da supertirsdagen kom, havde Bush et forspring i organisation og indsamling af midler, som gjorde, at han sikrede sig nomineringen.
Forud for det republikanske landsmøde i 1988 gik spekulationerne højt om hvem, Bush ville vælge som vicepræsidentkandidat. Han overraskede mange ved at vælge Dan Quayle, en "temmelig obskur juniorsenator" fra Indiana, men et valg som var populært hos konservative. Til trods for Reagans popularitet lå Bush under den demokratiske kandidat Michael Dukakis, daværende guvernør i Massachusetts, i mange meningsmålinger.
Bush, som fra tid til anden blev kritiseret for sin mangel på veltalenhed sammenlignet med Reagan, overraskede mange ved at holde en tale på republikanernes landsmøde i 1988, som blev godt modtaget. Det som i eftertiden er blevet kendt som "de tusinde lyspunkters" tale, beskrev hans vision for USA: Han støttede troskabseden til det amerikanske flag, bøn i skolerne, dødsstraf og retten til at eje våben, og han opretholdt modstand mod abort. Landsmødetalen indeholdt også det berømte løfte: Read my lips: no more taxes (Læs mine læber: Ikke flere skatter).
Præsidentvalgkampen mellem Bush og Dukakis blev beskrevet som en af de mest beskidte i moderne tid. Bush anklagede Dukakis for at forurene Boston havn som guvernør i Massachusetts. Han påpegede også, at Dukakis havde afskaffet "flag-eden" i skolerne og fortsatte i samme stil med flere anklager om upatriotisk adfærd, med brug af "liberal" som et skældsord og med forsøg på at forbinde Dukakis med en gidselsag knyttet til fængselsudgangstilladelse for Willie Horton.
Dukakis' betingelsesløse modstand mod dødsstraf var et stadigt tilbagevendende spørgsmål i debatterne mellem præsidentkandidaterne. Ordstyrer Bernard Shaw stillede blandt andet Dukakis det hypotetiske spørgsmål, om han ville gå ind for dødsstraf, hvis hans kone Kitty blev voldtaget og dræbt. Dukakis' nej til dette spørgsmål bidrog til Bushs karakteristik af ham som ikke værende hård nok, når det gjaldt kriminalitet.
Bush slog Dukakis og hans vicepræsidentkandidat Lloyd Bentsen med 426 mod 111 valgmandsstemmer (Bentsen fik én stemme) og med 53,4 % af de afgivne stemmer, mens Dukakis fik 45,6 %. Bush blev den første vicepræsident, som blev valgt til præsident siden Martin van Buren i 1836, og valget blev det første valg, som Bush havde vundet i sit eget navn, efter at han var blevet valgt ind i Repræsentanternes hus i 1969. Valgsejren er blevet forklaret med en tam modkandidat og den afgående præsidents popularitet, og Bush kan være blevet foretrukket af vælgerne som "et sikrere og mere tillidsvækkende valg".

## Præsident 1989–1993
Bush blev indsat den 20. januar 1989 og efterfulgte Ronald Reagan som USAs præsident. Han overtog embedet på et tidspunkt, da verden var i forandring: Berlinmurens fald og Sovjetunionens kollaps kom tidligt i hans præsidentperiode. Han gav ordre til militære operationer i Panama og Den Persiske Bugt og havde på et tidspunkt en rekordhøj tilslutning i såkaldte "approval ratings" med hele 89 %.
Imidlertid førte økonomisk tilbagegang samt det faktum, at han ikke levede op til sit valgløfte om ikke at indføre flere nye skatter til et stærkt fald i tilslutning, og Bush tabte som en følge af disse forhold præsidentvalget i 1992.
Bushs regering var domineret af "ældre og konservative mænd med baggrund fra storindustrien", især olieindustrien. Der var kun en kvinde blandt de 14 statsrådgivere, og den yngste af dem var den 48 år gamle Dick Cheney, som kom ind i regeringen, da Bushs førstevalg blev afvist af Kongressen på grund af personlige forhold.

### Økonomi
Tidlig i sin præsidentperiode måtte Bush håndtere statsgælden efter Reagan. I 1990 var denne på 220 milliarder dollars, tre gange så meget som da Reagan vandt valget i 1980. Bush var indstillet på at bremse underskuddet, idet han ikke troede, at USA kunne opretholde sin dominerende stilling uden, at det blev gjort.
Han igangsatte et forsøg på at overtale Kongressen, hvor demokraterne var i flertal, til at gøre dette over statsbudgettet. Republikanerne mente, at den bedste måde at gøre dette på var at reducere det offentlige forbrug. Demokraterne mente, at den eneste mulighed var at hæve skatterne. Bush fik store problemer med at forhandle sig frem til en enighed.
I kølvandet på denne holmgang med Kongressen blev Bush tvunget af det demokratiske flertal til at hæve skatteindtægterne. Mange republikanere følte sig svigtet, fordi Bush havde afgivet et løfte om "ingen nye skatter" i valgkampen i 1988. I det, som i eftertiden er blevet set som en ren hævnaktion, nedstemte republikanske medlemmer af Kongressen et forslag fra Bush, som ville medføre en forbrugsnedskæring, og imod skatteforhøjelser, som ville reducere underskuddet med 500 milliarder dollars over en femårs periode.
Drevet fra position til position accepterede Bush til sidst demokraternes krav om højere skatter og større forbrug i den offentlige sektor, hvilket fjernede ham fra republikanere og åbnede for et dramatisk fald i meningsmålingerne. Bush udtalte senere, at han ønskede, at han aldrig havde underskrevet denne lov.
Mod slutningen af den 101. Kongres funktionsperiode kom Bush og Kongressen frem til et kompromis: en budgetpakke forøgede marginalskatten og udfasede undtagelser for skattebetalere med høj indtægt. Til trods for republikanske krav om en reduktion i skatten for gevinst på investeringer gav Bush efter for demokraterne også på dette område. Overenskomsten med den demokratiske ledelse i Kongressen blev et vendepunkt for Bushs præsidentperiode. Hans popularitet blandt republikanere nåede aldrig siden samme højder som tidligere igen.
Omtrent samtidig med budgetaftalen gik USA ind i en mild recession, som varede i seks måneder. Mange statslige velfærdsprogrammer blev optrappet. Andelen af arbejdsløse voksede i 1991, og Bush skrev under på en lov, som gav arbejdsløse arbejdere flere offentlige ydelser. Året 1991 blev kendetegnet ved mange bedriftsomstillinger, og mange mistede arbejdet. Mange af dem, som nu blev arbejdsløse, var republikanere og uafhængige vælgere, som havde levet i den tro, at deres job var trygge.
I sit andet år i embedet sagde Bushs rådgivere, at han burde ophøre med at blande sig i økonomien. De var af den opfattelse, at han havde gjort det, som var nødvendigt for at sikre genvalg. I 1992 var renten og inflationen på sit laveste på flere år, men midtvejs i året nåede andelen af arbejdsløse 7,8 %, som var det højeste siden 1984. I september 1992 rapporterede det amerikanske statistiske centralbureau, at 14,2 % af amerikanske borgere levede under fattigdomsgrænsen. På en pressekonference i 1990 fortalte Bush reportere, at han syntes, at udenrigspolitik var et hyggeligere sagsområde.

### Anden indenrigspolitik
Bush indenrigspolitiske initiativer omfattede blandt andet to vigtige love: Americans with Disabilities Act fra 1990 stillede krav om tilgængelighed til offentlige bygninger for bevægelseshæmmede. Clean Air Act fra 1990 indebar en væsentlig skærpelse af miljøkrav til udslip fra industrien, krav som skulle indfases i løbet af en tiårsperiode.
Bush udnævnte to dommere til USAs højesteret: David Souter i 1990 og Clarence Thomas i 1991.

### Udenrigspolitik

#### Panama
I 1980-erne var Panamas leder Manuel Noriega en af USAs støtter. Noriega blev senere beskyldt for at spionere til fordel for Fidel Castro og at have brugt Panama for at smugle narkotika ind i USA. Noriega var et kendt navn i USA og figurerede stadig i medierne. Kampen om at fjerne ham fra magten begyndte under Reagans regering, da økonomiske sanktioner blev indførte over for landet. Sanktionerne omfattede forbud for amerikanske selskaber og den amerikanske regering mod at foretage udbetalinger til Panama, samt at 56 millioner dollars i panamanske akitiver, som stod i amerikanske banker, blev "frosset" inde.
Reagan sendte også yderligere 2.000 soldater til Panama. I modsætning til Reagan var Bush i stand til at fjerne Noriega fra magten, men Bush-regeringens mislykkede planlægning for tiden efter invasionen skabte vanskeligheder i Panama under etableringen af den nye demokratiske regering.
I maj 1989 afholdt Panama demokratiske valg, og Guillermo Endara blev valgt til præsident, hvorpå valgresultaterne blev annullerede af Noriegas regering. Som et svar på dette sendte Bush yderligere 2.000 amerikanske soldater til landet, hvor de igangsatte regulære militære øvelser på panamansk territorium, hvilket var et brud på tidligere indgåede aftaler. Bush flyttede den amerikanske ambassade og den amerikanske ambassadør fra landet og sendte yderligere tropper til Panama for at bane vej for den kommende invasion.
Noriega slog ned mod et militært kupforsøg i oktober, og der var massive demonstrationer mod ham i Panama. Efter, at en amerikansk tjenestemand blev skudt af panamanske styrker i december 1989, sendte præsident Bush 24.000 soldater ind i landet med det mål at fjerne Noriega fra magten. Invasionen var en storskalet amerikansk militæroperation og den første i næsten 40 år, som ikke var knyttet direkte til den kolde krig.
Operationen var kontroversiel, men de amerikanske styrker hurtigt fik kontrol over landet, og Endara blev genindsat som præsident. Noriega overgav sig til amerikanerne og blev dømt og fængslet efter en tiltale om organiseret pengeudpressing og narkotikasmugling i april 1992. Presidentparet Bush besøgte Panama i juni 1992 for at demonstrere støtte til den første panamanske regering efter invasionen.

#### Gulfkrigen
Den 1. august 1990 invaderede Irak under ledelse af Saddam Hussein sin olierige nabo mod syd, Kuwait. Præsident Bush fordømte invasionen og begyndte arbejdet med at danne en koalition, som bestod af USAs europæiske, asiatiske og andre allierede lande, blandt andet i Mellemøsten. Forsvarsminister Richard Bruce "Dick" Cheney rejste til Saudi-Arabien for at møde Kong Fahd, som krævede amerikansk assistance, fordi han frygtede, at også hans land kunne stå over for en mulig invasion. Forespørgslen blev først imødekommet med jagerfly fra US Air Force.
Irak forsøgte at forhandle en aftale med Bush, som ville tillade landet at tage kontrol over halvdelen af Kuwaits territorium, men Bush afslog og insisterede på en fuldstændig tilbagetrækning af de irakiske styrker. Planlægningen af en storstilet operation med amerikansk ledede koalitionsstyrker begyndte at tage form i september 1990, med general Norman Schwarzkopf i spidsen. Bush talte til en samlet amerikansk Kongress angående autorisation til luft- og landangreb og sagde: "I disse plagede tider kan vort femte mål - en ny verdensorden - springe frem: En ny æra"
Eftersom FNs sikkerhedsråd modsatte sig Iraks aggression, gav Kongressen grønt lys for brug af magt med et klart fastsat mål om at tilbagegive kontrollen over Kuwait til landets regering og dermed sikre USAs interesser udenlands.
Tidlig om morgenen den 17. januar 1991 begyndte allierede styrker det første angreb, som omfattede mere end 4.000 bombetogter fra koalitionens fly. Denne fremgangsmåde fortsatte de næste fire uger frem til en invasion med landstyrker skete 24. februar. Allierede styrker brød igennom irakiske linjer og rykkede frem mod Kuwait by mens styrker i den vestlige del af landet afskar den irakiske hær, som gjorde retræte. Bush tog beslutningen om at stoppe offensiven efter blot cirka hundrede timer. Kritikere stemplede afgørelsen som umoden, idet hundredvis af irakiske styrker var i stand til at flygte.
Bush svarede kritikerne ved at sige, at han ønskede at holde de amerikanske tab på et minimum. Flere anførte, at Bush skulle have fortsat angrebet og presset Husseins hær tilbage til Bagdad og endelgyldigt fjernet ham fra magten. Bush forklarede senere, at han ikke gav ordre om at styrte den irakiske regering, fordi det ville have "medført uberegnelige menneskelige og politiske omkostninger … Vi ville være blevet tvunget til at okkupere Bagdad og i realiteten styre Irak."
Efter krigen skød Bushs tilslutning i meningsmålingerne i vejret.

#### Sovjetunionen
I 1989, lige efter Berlinmurens fald, mødte Bush Sovjetunionens generalsekretær Mikhail Gorbatsjov på Malta. Regeringen havde været stillet under intenst pres for at møde Sovjetunionens leder, men ikke alle så Malta-topmødet som et skridt i den rigtige retning. General Brent Scowcroft var blandt dem, som var tilbageholdne, når det gjaldt topmødet, og sagde, at det muligvis kunne være "for tidligt" af hensyn til bekymringer hvor, ifølge Dr. Condoleezza Rice "forventninger [ville blive] sat om at noget var i færd med at ske, mens Sovjetunionen muligvis kunne stå hardnakket på sine krav og tvinge [USA] til at indgå aftaler, som til syvende og sidst ikke ville være fordelagtige for USA."
Europæiske ledere derimod, blandt dem François Mitterrand og Margaret Thatcher, opmuntrede Bush til at møde Gorbatsjov, hvilket han gjorde under Maltakonferansen mellem 2. og 3. december 1989. Selv om ingen aftaler blev undertegnet, blev mødet hovedsagelig set som vigtigt. Da han blev spurgt om en atomkrig, svarede Gorbatsjov: "Jeg har forsikret USAs præsident om, at Sovjetunionen aldrig ville starte en varm krig mod USA. Og vi ønsker at vore forbindelser skal udvikle sig på en sådan måde, at det vil åbne for større muligheder for samarbejde...Dette er blot begyndelsen. Vi er foreløbig kun ved begyndelsen af vor vej, en lang vej til en langvarig, fredfyldt periode." Mødet blev modtaget som et vigtigt skridt på vej til afslutningen af den kolde krig.
Næste topmøde mellem de to ledere blev holdt i juli 1991 i Moskva, hvor Strategic Arms Reduction Treaty (START I) blev underskrevet af Bush og Gorbatsjov. Aftalen tog ni år at udforme og var den første store våbenaftale siden Reagan og Gorbatsjov underskrev Intermediate Ranged Nuclear Forces Treaty i 1987. Indholdet i START ville reducere USAs og Sovjetunionens strategiske atomvåbenarsenaler med omkring 35 % over en syvårsperiode, og Sovjetunionens landbaserede interkontinentale ballistiske missiler ville blive halveret.
Bush beskrev START som "et vigtigt skridt frem mod at fjerne et halvt århundrede med gensidig mistillid". Efter opløsningen av Sovjetunionen i 1991 erklærede præsident Bush og Mikhail Gorbatsjov et amerikansk-sovjetisk strategisk partnerskab, som markerede afslutningen på den kolde krig. Præsident Bush erklærede, at det amerikansk-sovjetisk samarbejde under Gulfkrigen i 1991 havde lagt fundamentet for et partnerskab, når det gjaldt om at løse bilaterale såvel som verdens problemer.

#### NAFTA-aftalen
Bush-regeringen og Canadas konservative statsminister Brian Mulroney tog initiativ til forhandlinger, som endte med undertegnelsen af North American Free Trade Agreement (NAFTA). Aftalen ville eliminere størstedelen af told og afgifter på produkter, som blev købt og solgt mellem USA, Canada og Mexico for at opmuntre til handel mellem disse lande. Aftalen beskyttede også intellektuelle ejendomsrettigheder (patenter, kopirettigheder og varemærker), og lagde op til fjernelse af restriktioner på investeringer mellem de tre lande.
I løbet af aftaleprocessen mente demokraterne, at NAFTA ville føre til tab af amerikanske arbejdspladser. NAFTA indeholdt heller ingen tilvejebringelse af arbejderrettigheder. Ifølge Bush-regeringen ville handelsaftalen generere økonomiske ressourcer, som var nødvendige for at gøre Mexicos regering i stand til at finansiere og håndhæve mexikanske arbejdslove. Arbejdet med aftalen blev ikke fuldført i Bushs periode, men intentionsaftalerne blev underskrevet. Da Clinton overtog som præsident, prioriterede han arbejdet med aftalen, og den blev endeligt godkendt i 1993.

### Benådninger
På samme måde som andre præsidenter havde gjort før ham, udstedte Bush en række benådninger i løbet af sine sidste dage i embedet. Den 24. december 1992 bevilgede han den udøvende magts barmhjertighed ved at benåde seks tidligere regeringsansatte, som var involverede i Iran-Contras-skandalen i sidste halvdel af 1980-erne, den vigtigste af dem tidligere forsvarsminister Caspar Weinberger, en afgørelse af kritikere som blev betegnet som en "benådningsskandale". Weinberger, som efter planen skulle have mødt i retten den 5. januar 1993 for at svare på anklager relaterede til Iran-Contras, blev beskrevet af Bush som en "sand amerikansk patriot".
Det har været spekuleret om, at Weinbergers private notater indeholdt henvisninger til Bushs støtte til de hemmelige forsendelser til Iran og derfor modsagde Bushs eget udsagn om, at han var "ude af spil". Nogen mener, at Bushs benådning var et forsøg på at bevare et hovedsagelig positivt billede af årene under Reagan-Bush., mens andre mente at benådningen var motiveret af, at Bush selv kunne være blevet indkaldt som vidne i retssagen mod Weinberger.
Foruden Weinberger benådede Bush Duane R. Calrridge, Clair E. George, Robert C. McFarlane, Elliott Abrams og Alan G. Fiers, Jr. Alle disse var blevet tiltalt og/eller dømt for anklager af Independent Counsel under ledelse af Lawrence Walsh.

### Præsidentvalgkampen 1992
Bush meddelte i begyndelsen af 1992, at han ville stille op til genvalg; koalitionsstyrkernes sejr i Gulfkrigen og høj tilslutning på meningsmålingene gjorde, at et genvalg til at begynde med syntes muligt. En økonomisk resession og tvivl om hvorvidt Bush afsluttede Gulfkrigen på en rigtig måde, reducerede imidlertid hans popularitet.
Den konservative politiker Pat Buchanan udfordrede Bush foran nominationen og chokkerede politiske eksperter ved at få 37% af stemmerne i primærvalget i New Hampshire (selv om han havnede efter Bush). Bush svarede med at indtage mere konservative standpunkter i enkelte sager i et forsøg på at underminere Buchanans vælgerbase. Da han havde sikret sig nominationen, stod Bush ansigt til ansigt med sin udfordrer, demokraten William Jefferson Clinton. Clinton angreb Bush ved at sige, at han ikke ville gøre nok for at hjælpe den arbejdende middelklasse, samt at han var ude af takt med manden på gaden, en opfattelse som blev yderligere underbygget af reporteren Andrew Rosenthals påstand om, at Bush var "forbløffet" over at se en demonstration af en stregkodelæser i et supermarked.
I begyndelsen af 1992 tog kapløbet mellem de to en uventet vending, da Texas-milliardæren H. Ross Perot erklærede sig som en tredje kandidat og hævdede, at hverken republikanere eller demokrater kunne eliminere budgetunderskuddet og gøre regeringen mere effektiv. Budskabet appellerede til vælgere på tværs af det politiske centrum, som var skuffet over begge partiers tilsyneladende fiskale uansvarlighed. Perot forlod senere valgkampen for en kort periode for så at komme tilbage igen.
Clinton ledede til at begynde med, frem til Perot kom på banen igen og gjorde kapløbet betydelig "snævrere". Da valgdagen nærmede sig, antydede meningsmålinger, at kapløbet var et dødt løb, men Clinton vandt og slog Bush med 43 % mod 38 % af de afgivne stemmer. Perot fik 19 % af de afgivne stemmer, en af de højeste andele for en tredjekandidat i amerikansk historie, og trak lige meget fra begge de andre kandidater, ifølge valgdagsmålinger. Bush fik 168 valgmandsstemmer mod Clintons 320.
Det var flere faktorer, som spillede en rolle for Bushs nederlag, herunder det faktum at han i 1990 gik med til at hæve skattene på trods af sit "Read my lips"-løfte. Ved at gøre dette skubbede han mange medlemmer fra sin konservative base fra sig og tabte kampen om deres støtte til at blive genvalgt. Han hævede skattene i et forsøg på at få bugt med et voksende budgetunderskud, et underskud som på sin side hang sammen med skattelettelserne under Reagan og udgifterne til militæret i 1980-erne. Endvidere kan den vaklende økonomi, som akkurat var kommet sig fra et tilbageslag, have været hovedårsagen til Bushs nederlag, idet 7 af 10 vælgere på valgdagen udtalte, at økonomien enten var "ikke så god" eller var "dårlig". I valgdagsmålingerne var tilslutningen til Bush kun 37 % efter at have lidt under dårlig tilslutning året igennem. På trods af nederlaget nåede Bush efter valget op igen til en tilslutning på 56 %, da han forlod embedet i 1993.

## Livet efter Det hvide hus
Efter præsidentvalgkampen i 1992 trak Bush sig tilbage sammen med sin kone Barbara til deres hjem i det eksklusive nabolag i Tanglewood i Houston, Texas med et præsidentagtigt kontor i nærheden. De tilbragte deres somre ved Walker's Point i Kennebunkport, Maine. Bush arrangerede sin egen fisketurnering på Islamorada, en ø som indgår i øgruppen Florida Keys.
I 1993 blev Bush slået til æresridder af Bath-ordenen af dronning Elizabeth II. Han var den tredje amerikanske præsident, som fik denne ære – de andre var Dwight D. Eisenhower og Ronald Reagan. Hans ældste søn, George W. Bush, blev indsat som USA's 43. præsident den 20. januar 2001. Før dette var Bush senior kendt som "George Bush" eller "Præsident Bush", men siden denne dag er han normalt blevet adskilt fra sin søn enten ved brug af sine to mellem-initialer eller på amerikansk ved betegnelsen "Bush 41" (den 41. amerikanske præsident).

### Præsidentbiblioteket
George Bushs Præsidentbibliotek og Museum er det tiende præsidentbiblioteket i USA, og blev bygget mellem 1995 og 1997. Det indeholder George Bushs vicepræsident- og præsidentdokumenter, og Dan Quayles vicepræsidentdokumenter. Det blev indviet 6. november 1997 og er tegnet af arkitektfirmaet Hellmuth, Obata & Kassabaum.
George Bushs præsidentbibliotek ligger på en 90 acre stor grund i den vestlige del af Texas A&M University i College Station, Texas. Biblioteket ligger på en åben plads vis-à-vis Præsidentens Konferencecenter. Det sorterer under NARA (National Archives and Records Administration) og reguleres af Presidential Libraries Act.
En anden institution, som har fået navn efter Bush, er The George Bush School of Government and Public service, som er et statsvidenskabeligt fakultet ved Texas A&M University i College Station, Texas. Fakultetet er en del af præsidentbibliotek-komplekset og tilbyder to mastergradsprogrammer og to andre studier.

### Senere aktiviteter
Den tidligere præsident fortsatte med at optræde offentligt. Han og fru Bush deltog ved Ronald Reagans statsbegravelse i juni 2004, og Gerald Fords begravelse i januar 2007. Én måned senere blev han tildelt Ronald Reagans frihedsmedalje i Beverly Hills i Californien af tidligere førstedame Nancy Reagan. Bush var også tilstede ved forskellige ceremonier under bygningen af hangarskibet USS "George H. W. Bush" (CVN-77), et skib i Nimitz-klassen i United States Navy, et af de få som blev opkaldt efter en person, som endnu var i live, da fartøjet blev døbt.
Den 18. februar 2008 gik Bush formelt ud med sin støtte til senator John McCain som kandidat til præsidenthvervet. "Få mænd, som går iblandt os, har ofret så meget i kampen for menneskelig frihed", sagde den tidligere præsident og tilføjede, at McCain havde "de rigtige værdier og den rigtige erfaring som skal til for at lede vort land i dette historiske øjeblik." Støtteerklæringen gav McCains kampagne en vitaminindsprøjtning, eftersom senatoren fra Arizona var blevet mødt med kritik fra mange konservative. Bush kaldte kritikken "et uretfærdigt angreb" og tilføjede, at McCain har "et sunt konservativt generalieblad, men stiller sig ikke uvillig til at strække en hånd til den anden side."
Bush tiltrak sig mediernes opmærksomhed, da det den 21. april 2008 blev meldt, at han havde fanget en 61 kilo (134 pund) atlanterhavstarpon (Megalops atlanticus) mens han var på en fisketur ud for kysten af Florida. Den 84 år gamle tidligere præsidenten bemærkede, at det var den største fisk, han nogensinde havde fanget, men han valgte at slippe den ud i havet igen.